# Zenmai Zamurai
Zenmai Zamurai (ぜんまいざむらい?) è un anime creato da Momoko Maruyama e Ryōtarō Kuwamoto e veniva trasmesso sul canale NHK in Giappone. veniva trasmesso sia di mattina che di pomeriggio: nell'edizione mattiniera veniva trasmesso un unico episodio che durava 10 minuti, durante il pomeriggio veniva ripetuto quello trasmesso nella mattina con l'aggiunta di un altro.

## Trama
200 anni fa, Zenmai Zamurai (a quell'epoca Zennosuke) era un ladro professionista che rubando in una casa di notte cadde e morì. La sua risurezione avvenne grazie a Daifukunokami (il dio dei cacciatori:大福の神) e una chiave (zenmai:ぜんまい) fu messa sulla sua testa. Se la chiave viene tolta, Zennosuke muore. L'unica strada con la quale può riuscire a togliere la chiave senza morire è fare buone azioni. Per aiutarlo gli viene donata una spada, la Dango-ken, che riesce ad espellere dei Dango. Quando Zenmai Zamurai vede le persone commettere delle ingiustizie interviene e deve far mangiare al malvagio di turno quella essenza che lo trasforma in una persona felice e buona.

## Personaggi
- Mamemaru (豆丸) - Il migliore amico di Zenmai, un ninja in allenamento.
- Zukinchan (ずきんちゃん) - la ragazza protagonista, ottima amica di Zenmai. I suoi capelli sono marroni, in stile afro, Zukinchan porta con sé un cane chiamato Botan(ぼたん).
- Chajiji (茶じじ) - lo zio di Zukinchan, molto protettivo.
- Dangoyababa (だんごやばば) - il proprietario del negozio di Ippuku Dumpling. Una anziana donna che crede di essere sexy.